# Nicolas de Grigny
Nicolas de Grigny, döptes 8 september 1672 i Reims, död 30 november 1703, var en fransk organist och kompositör. Han dog ung och lämnade efter sig en liten samling av orgelmusik, som tillsammans med François Couperins verk representerar höjdpunkten i den franska orgelskolan.

## Biografi

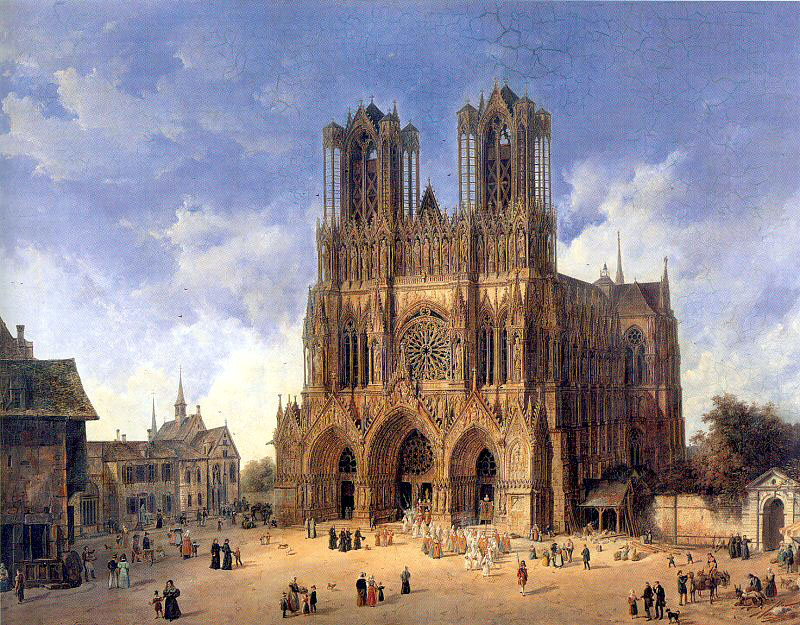
Notre-Dame de Reims, målad ca. 1800 av Domenico Quaglio. Detta är kyrkan där de Grigny arbetade under sina sista år i livet.

Nicolas de Grigny föddes 1672 i Reims, Saint-Pierre-Le-Vieil församling. Det exakta datumet för hans födelse är okänt; han döptes den 8 september. Han föddes i en familj med många musiker: hans far, farfar och hans farbror Robert var organister i Reims Katedral. Några få detaljer vet man om hans liv, man vet inget om hans utbildningsår. Mellan 1693 och 1695 tjänade han som organist i Klosterkyrkan Saint-Denis, Paris (där hans bror André de Grigny var subprior). Det var även under denna period de Grigny studerade med Nicolas Lebègue, som då var en av de mest berömda franska klaverkompositörerna. 1695 gifte sig de Grigny med Marie-Magdeleine de France, dotter till en köpman från Paris. Tydligen återvände han till sin hemstad kort därefter: registret av födelsen av hans första son visar att de Grigny var i Reims redan 1696. Paret fick ytterligare sex barn.
Sent 1697 utsågs de Grigny till ordinarie organist i Notre-Dame de Reims (det exakta datumet är inte känt), stadens mest berömda katedral och de franska kungarnas kröningskyrka. År 1699 publicerade kompositören Premier livre d'orgue [contenant une messe et les hymnes des principalles festes de l'année] i Paris. De Grigny dog i förtid 1703 vid en ålder av 31 år, kort efter att han hade accepterat ett jobberbjudande i Saint Symphorien, en församlingskyrka i Reim. Hans Livre d'orgue återutgavs 1711 genom insatser av hans änka. Samlingen blev känd utomlands: den kopierades 1713 av Johann Sebastian Bach, och senare av Johann Gottfried Walther.

## Verklista
Nicolas de Grignys enda överlevande musik är en stor volym av orgelmusik, Premier livre d'orgue (Paris, 1699; andra utgåvan 1711). Den andra utgåvan var den enda kända fram till 1949, när det tidigare trycket återupptäcktes. En enda överlevande kopia finns på Bibliothèque nationale de France. Den första moderna utgåvan gjordes av Alexandre Guilmant, 1904, och var baserad på utgåvan från 1711.
Till skillnad från många andra franska "livres d'orgue" från denna tid, innehåller de Grignys publikation inget förord. 
Kollektionen består av två delar: den första är en tonsatt mässa, den andra består av tonsättningar för fem psalmer för Laudes och Vesper: "Veni Creator" (5 versets), "Pange lingua" (3 versets), "Verbum supernum" (4 versets), "Ave maris stella" (4 versets) och "A Solis Ortus" (3 versets). Det finns 42 stycken totalt. Planen av mässan är som följer:
- 5 Kyrie versets,
- 9 Gloria versets,
- an offertory,
- 2 Sanctus versets,
- 1 Benedictus verset,
- an Elévation,
- 2 Agnus Dei versets,
- a Communion, and
- an Ita Missa Est verset.

Som många av hans föregångare, använder de Grigny liturgiska melodier från den Gregorianska mässan IV, Cunctipotens Genitor Deus. Hursomhelst, han begränsar sång användning till första versets i varje sektion: till exempel, det faktiska Kyrie chant endast visas i den första Kyrie verset,  Kyrie sv taille à 5  etc. Psalmerna antar en mängd olika strukturer, men undantagslöst att börja med en  Plein Jeu  verset följt av en fuga; samma kan sägas om varje sektion av mässan. Samlingen innehåller också en '"Point d'orgue'", en pjäs baserad på en lång orgelpunkt.

## Media
- på Youtube François-Henri Clicquot orgel från Souvigny